# Stavern, Emsland
Stavern là một đô thị thuộc huyện Emsland, trong bang Niedersachsen, Đức. Đô thị này có diện tích 50,96 km².